# Matojärvi (sjö i Finland)
Matojärvi är en sjö i Finland. Den ligger i kommunen Sotkamo i landskapet Kajanaland, i den centrala delen av landet, 500 km nordost om huvudstaden Helsingfors. Matojärvi ligger 220 meter över havet. Den är 5,8 meter djup. Arean är 17,7 hektar och strandlinjen är 3,53 kilometer lång. Sjön  ingår i Vuoksens huvudavrinningsområde. 